# Эвстазия
Эвстази́я, также эвстатические колебания — повсеместно прослеживаемые медленные (вековые) изменения уровня Мирового океана и связанных с ним морей, вызванные изменением объёма воды в Мировом океане либо изменением объёма океанических впадин.
На объём воды в Мировом океане влияет переход части воды в лёд и обратно — гляциоэвстазия — и, в меньшей степени, поступление ювенильных вод и изменение температуры или солёности воды.
На объём океанических впадин влияют тектонические движения — тектоноэвстазия — и, в существенно меньшей степени, постепенное заполнение впадин осадочными отложениями — седиментоэвстазия.